# Imagina't tu i jo
Imagina't tu i jo (títol original en anglès: Imagine Me & You) és una pel·lícula dirigida per Ol Parker l'any 2005. És una coproducció britànica, estatunidenca i alemanya, i ha estat doblada al català.
Es va presentar al Festival Internacional de Cinema de Toronto el 9 de setembre de 2005, i es va estrenar comercialment l'any següent. Va estar nominada al Premi GLAAD de 2007.
La pel·lícula va ser rodada a Anglaterra.

## Argument
Rachel i Heck, que han estat amics i parella durant molts anys, finalment es casen. En el moment d'entrar a l'església, els ulls de Rachel es troben amb els de Luce, que és la florista del casament.
Cooper, l'amic íntim de Heck, està segur que es podrà lligar la Luce durant la festa, però aquesta no li fa gens de cas. Posteriorment, el matrimoni convida tots dos a sopar a casa seva amb la intenció d'emparellar-los, però la florista sembla que s'hi segueix resistint: és lesbiana.
Les noies s'han anat fent amigues; Luce està clarament enamorada de Rachel, alhora que aquesta està una mica confosa amb els seus propis sentiments. La seva mare i el seu marit encara ho compliquen més preguntant-li si es quedarà embarassada aviat, i Rachel i Heck semblen distanciar-se.
Finalment, Rachel no pot resistir-se a l'atracció que sent per Luce; però aquesta no vol trencar una parella, i Rachel torna amb el seu marit i se'l troba begut. Amb sentiment de culpabilitat, li confessa que està enamorada d'una altra persona, però aquest s'ha fet l'adormit. Trasbalsat, li ho explica tot al seu amic Cooper perquè li doni suport; aquest s'adona que l'altra persona és Luce i, enfadat, va a parlar-hi per tal de demanar-li explicacions.
Luce s'adona que estar prop de Rachel sense poder-la tenir és massa dur i, decidida a fugir de la situació, fa les bosses per marxar de viatge ben lluny durant un temps, deixant la seva mare a càrrec de la floristeria.
Quan Rachel és conscient que amb qui realment vol estar és amb ella, deixa en Heck i va a la botiga a intentar recuperar-la. Però Luce ja ha marxat, i la seva mare l'anima a anar a trobar-la. Es retroben enmig d'un embús de trànsit a Londres.

## Repartiment
- Piper Perabo: Rachel
- Lena Headey: Luce
- Matthew Goode: Heck
- Celia Imrie: Tessa
- Anthony Head: Ned
- Darren Boyd: Cooper
- Sue Johnston: Ella
- Boo Jackson: H (Henrietta)
- Sharon Horgan: Beth
- Eva Birthistle: Edie
- Vinette Robinson: Zina
- Ben Miles: Rob
- John Thompson: capellà